# The Princess Switch: Switched Again
The Princess Switch: Switched Again es una película de comedia romántica navideña estadounidense dirigida por Michael Rohl. Una secuela de The Princess Switch, protagonizada por Vanessa Hudgens, Sam Palladio, Suanne Braun y Nick Sagar. La historia sigue a Margaret Delacourt, la duquesa de Montenaro, que de repente hereda el trono en su país de origen, Montenaro. A medida que se acerca su coronación navideña, ella y Stacy cambian de lugar una vez más para que Margaret pueda arreglar su relación con Kevin, el amigo de Stacy. Sin el conocimiento de ambas mujeres, una tercera parecida, la malvada prima de Margaret, Lady Fiona, se disfraza de Margaret en un plan para robar el trono.
La película está producida por Brad Krevoy y se estrenó en Netflix el 19 de noviembre de 2020.

## Trama
Dos años después de los acontecimientos de la primera película, Stacy es ahora la princesa de Belgravia, mientras que Margaret se prepara para ascender al trono de Montenaro tras la muerte del rey y la decisión de su hijo Howard de abdicar. Nerviosa por asumir las responsabilidades de gobernar una nación, Margaret ha terminado su relación con Kevin, quien ahora dirige su propia pastelería con Olivia en Chicago. Stacy hace una visita sorpresa de camino a Montenaro para la coronación y descubre lo miserable que se ha vuelto Kevin desde la ruptura. Cuando Olivia revela que nunca envió por correo la solicitud de su padre de no asistir a la coronación, Stacy lo convence de que reconsidere y viaje con ella y el Príncipe Edward, a pesar de que los dos tienen sus propios problemas de relación, ya que Stacy ha descuidado cada vez más a Edward mientras se concentra en ella deberes como princesa.
Al llegar, Kevin se reúne con Margaret y la ayuda a ella, el Príncipe Eduardo, Stacy y Olivia a decorar su palacio para Navidad después de que Margaret revela que también se siente deprimida por cómo terminaron las cosas. En un evento nocturno, los dos bailan, solo para ser interrumpidos por Lady Fiona Pembroke, la prima de Margaret. Sin que nadie lo supiera, Fiona ha gastado casi toda la pequeña fortuna de su familia y ha recurrido a ordenar a sus sirvientes Reggie y Mindy que roben a los invitados a la fiesta. De vuelta en la decrépita finca de Pembroke, Fiona está furiosa y amargada por haber sido abandonada por el resto de su familia cuando, de repente, se le ocurre una idea: dado que ella y Margaret parecen casi idénticas, podría ser posible que ella asuma su identidad, ser coronada como reina y luego saquear el tesoro real, preparándola de por vida.
De vuelta en el palacio, Margaret admite que ha estado demasiado ocupada con los asuntos reales como para tener tiempo para pasar con Kevin. Lo que complica aún más las cosas es su relación con el Conde Antonio Rossi, su jefe de personal, quien también está enamorado de Margaret y siembra semillas de duda en la mente de Kevin de que alguna vez podría ser un buen partido para una futura reina. Stacy decide que la única forma de arreglar las cosas es que ella y Margaret vuelvan a cambiar de identidad para que ella y Kevin puedan tener la tarde para ellos solos mientras Stacy se ocupa del horario de Margaret. El cambio tiene lugar y Olivia se queda atrás para distraer a Edward mientras Margaret y Kevin van a un parque navideño local. Allí, Kevin expresa sus dudas sobre ser igual a Margaret y ella lo convence de que esas preocupaciones son irrelevantes: mientras se amen, eso es lo que importa.
Reggie y Mindy secuestran a Stacy, pensando que es Margaret, y la encierran en Pembroke Manor. Fiona interviene justo cuando Margaret regresa; Al darse cuenta de que la mujer con la que está hablando no es Stacy, Margaret le confiesa la verdad al Príncipe Edward y rescatan a Stacy de Reggie y Mindy, quienes son arrestados y revelan el plan de Fiona. Mientras tanto, Antonio deduce la verdad por su cuenta, ya que Fiona se olvidó de cubrir un tatuaje incriminatorio en su dedo. Él le dice que ascenderá en su coronación y la ayudará a escapar del país si acepta dividir el tesoro con él, ya que él también necesita dinero. Justo cuando la coronación está a punto de tener lugar, Margaret y Stacy llegan y exponen a Fiona y Antonio; la última es arrestada mientras que la primera admite su engaño y revela que Kevin se dirige al aeropuerto con Olivia después de que Fiona mintiera y dijera que no quería estar más con él. El grupo detiene a Kevin justo cuando está a punto de abordar un avión y él y Margaret se casan en el acto después de que un sacerdote ofrece sus servicios. Stacy y Edward reafirman su amor el uno por el otro mientras Stacy promete hacer más tiempo para ellos y Edward promete no asfixiarla con atención. Margaret es coronada reina de Montenaro con Stacy, Edward, Olivia y Fiona (escoltada por la policía) animándola.

## Reparto
- Vanessa Hudgens como 
  - La princesa Stacy De Novo Wyndham
  - Lady Margaret Delacourt
  - Lady Fiona Pembroke.
- Sam Palladio como el príncipe Edward Wyndham.
- Nick Sagar como Kevin Richards.
- Suanne Braun como la Sra. Donatelli.
- Mark Fleischmann como Frank De Luca.
- Ricky Norwood como Reggie.
- Florence Hall como Mindy.
- Lachlan Nieboer como Antonio.
- Mia Lloyd como Olivia Richards.
- Rose McIver como Reina Amber de Aldovia.
- Ben Lamb como el Rey Richard de Aldovia.

## Recepción
En el agregador de reseñas Rotten Tomatoes, la película tiene una calificación de aprobación del 58% según 24 reseñas, con una calificación promedio de 6/10.
Para Variety, Dennis Harvey opina, "Switched Again no se trata realmente de suspenso, problemas románticos o incluso intercambio de identidad. En cambio, lo que está vendiendo es Yuletide". Calificando el aspecto de la película como un "regalo rico en calorías", Harvey elogió al diseñador de producción Pat Campbell, al director de fotografía Fernando Argüelles Fernández y al vestuario de Johnetta Boone y Francisco Rodríguez-Weil. Harvey siente que la historia del cambio es débil en ciertos lugares, pero las decoraciones navideñas "satisfarán el ansia de los espectadores por la pelusa navideña de aspecto dulce".
Helen T. Verongos de The New York Times consideró que la película era una película navideña "atractiva", y dijo que era "almibarada, y no, más allá de su truco central, hay poca sustancia que se pueda encontrar. Pero lo mismo podría decirse para muchos una amada película romántica o película navideña".
Alex Abad-Santos de Vox fue más crítico, calificándolo de "una forma perfectamente inofensiva de quemar 90 minutos, durante los cuales no te preocupes por las cosas horribles que suceden en la vida real. Está inofensivamente bien—el conflicto nunca es demasiado-arriesgado y el final feliz es lo suficientemente feliz." Sarah El-Mahmoud elogió la atmósfera de la película, pero finalmente la describió como "segura" y "genérica".

## Secuela
En noviembre de 2020, Netflix confirmó que se había encargado una tercera película de la serie, The Princess Switch 3: Romancing the Star. Hudgens, Palladio, Sagar, Braun, Fleischmann, Norwood, Hall y Lloyd repiten sus papeles con Remy Hii, Will Kemp y Amanda Donohoe uniéndose al reparto. La película se estrenó en Netflix el 18 de noviembre de 2021.